# Magisterio Digno
Magisterio Digno är en ort i Mexiko.   Den ligger i kommunen Mineral de la Reforma och delstaten Hidalgo, i den sydöstra delen av landet, 80 km nordost om huvudstaden Mexico City. Magisterio Digno ligger 2 350 meter över havet och antalet invånare är 2 188.
Terrängen runt Magisterio Digno är kuperad norrut, men söderut är den platt. Runt Magisterio Digno är det tätbefolkat, med 982 invånare per kvadratkilometer. Närmaste större samhälle är Pachuca de Soto, 7,6 km nordost om Magisterio Digno. Omgivningarna runt Magisterio Digno är i huvudsak ett öppet busklandskap.